# Myrica cordifolia
Myrica cordifolia là một loài thực vật có hoa trong họ Myricaceae. Loài này được L. mô tả khoa học đầu tiên năm 1753.